# Myrianida pinnigera
Myrianida pinnigera är en ringmaskart som först beskrevs av Montagu 1808.  Myrianida pinnigera ingår i släktet Myrianida och familjen Syllidae. Arten har ej påträffats i Sverige. Inga underarter finns listade i Catalogue of Life.